# ショッカー・サイン

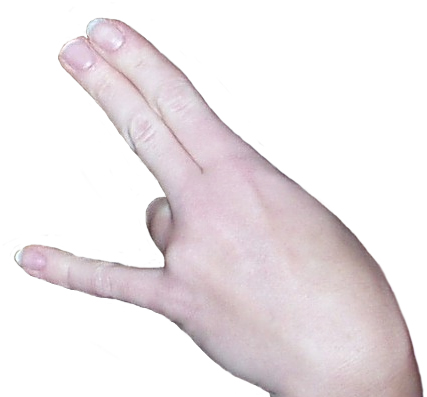
ショッカー・サインの例

ショッカー・サイン（英:Shocker）とは、ハンドサインによる侮蔑的なジェスチャーのこと。主にイギリスで用いられる。
親指と薬指を曲げて輪をつくり、残りの指を立てるしぐさである。人差し指と中指で膣を、小指で肛門を刺激し「ショック」を与えることにちなむ。「2本は別世界の穴、1本はうんこの穴 (Two in the pink, one in the stink)」という言葉が端的に示すように、性的な要素のきわめて強い卑俗なジェスチャーであり強烈な侮蔑的表現である。

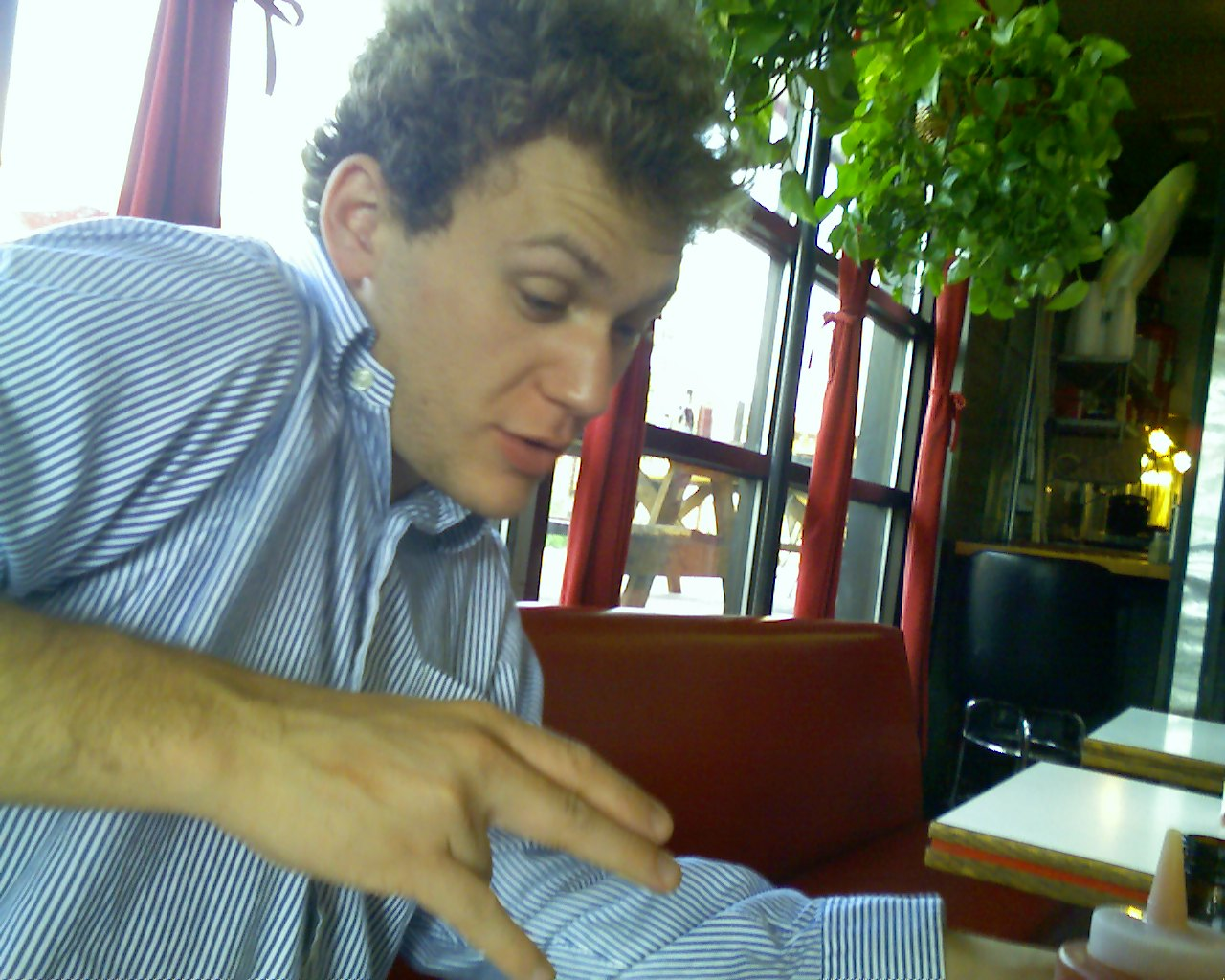

カンザス州立ウィチタ大学のバスケットボール・チームは「ショッカーズ」というニックネームがつけられている。チームを応援する人間は「ショッカー・サイン」をすることで有名。
日本で語学教師をしていたイギリス人男性が教え子たちにショッカー・サインをさせていたことが問題になった。